# Joseph M’Barek
Joseph M’Barek (* 28. Mai 1986 in München) ist ein Filmproduzent, der aus deutschen Kino- und Fernsehproduktionen bekannt ist. Er spielte früher als Schauspieler unter anderem in den Kinofilmen Die Apothekerin (1996), Sommersturm (2004) und Die Welle (2008). 

## Leben und Karriere
Nach seinem Studium an der Filmakademie Baden-Württemberg widmete er sich eigenen Projekten als Produzent und realisierte 2012 seinen ersten Kinospielfilm Fünf Jahre Leben, welcher u. a. den Max-Ophüls-Preis gewann und für den deutschen Filmpreis nominiert wurde. 2013 wurde er für den First-Steps Award in der Kategorie „Bester Nachwuchsproduzent“ nominiert. Mittlerweile ist er als Filmproduzent für diverse TV- und Kinoprojekte in München aktiv.

## Privates
Joseph M’Barek ist der Bruder von Elyas M’Barek, mit dem er in Die Welle gemeinsam vor der Kamera stand.

## Filmografie

### Fernsehen
- 1997: Frauenarzt Dr. Markus Merthin (Serie, Episode Unverträglichkeiten)
- 1999: Morgen gehört der Himmel dir (Sat.1)
- 2003: Mein erster Freund, Mutter und ich (Pro7)
- 2006: Auf ewig und einen Tag (ZDF)
- 2007: Ein Fall für Zwei (Episode Mord im Museum)
- 2008: Der Bibelcode (Pro7)
- 2008: Stolberg (Episode Freund und Helfer)
- 2009: Sturm der Liebe (Serie, 5 Episode, ARD)
- 2011: Countdown – Die Jagd beginnt (Serie, Episode Romeo und Julia, RTL)

### Film
- 1997: Die Apothekerin
- 2004: Sommersturm
- 2005: Grenzverkehr
- 2005: Gefühlte Temperatur (Kurzfilm)
- 2007: Kein Bund für’s Leben
- 2008: Die Welle
- 2013: 5 Jahre Leben (Producer)
- 2019: Traumfabrik (Co-Producer)
- 2020: Curveball – Wir machen die Wahrheit (Co-Producer)
- 2020: Die Känguru-Chroniken (Executive Producer)